# José Ayala Lasso

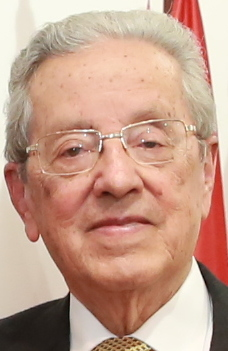
José Ayala Lasso

José Ayala Lasso (* 29. Januar 1932 in Quito) ist ein ecuadorianischer Jurist, Diplomat und Politiker im Ruhestand. Er war von 1994 bis 1997 der erste Hohe Kommissar der Vereinten Nationen für Menschenrechte.
Von 1977 bis 1979 war er Außenminister von Ecuador sowie Botschafter in Frankreich, Belgien, Luxemburg, EG, im Vatikan und Peru. Von 1997 bis 2000 war er erneut Außenminister von Ecuador und führte dringende Grenzverhandlungen mit Peru, um Krieg zu verhindern. 1998 wurde ein Grenzvertrag zwischen Ecuador und Peru abgeschlossen.
Als Hochkommissar für Menschenrechte musste er zunächst Prioritäten setzen und die Glaubwürdigkeit seines Amtes etablieren.
Kurz nachdem er am 5. April 1994 das Amt des Hochkommissars angetreten hatte, begann der Völkermord in Ruanda. Er reiste mehrfach dorthin und berichtete der Generalversammlung bzw. der UNO-Menschenrechtskommission.
Er hat die Aktivitäten des UNO-Menschenrechtszentrums erweitert, um die Menschenrechte nicht nur in den Konferenzräumen der UNO in Genf zu diskutieren, sondern an den Mann zu bringen, überall in die Welt. Darum hat er 26 Vertretungen in allen Regionen der Welt eröffnet. Er setzte sich für alle Opfer von Ungerechtigkeiten und Willkür ein, vor allem Opfer von Völkermord und sogenannten ethnischen Säuberungen in Ruanda, Kambodscha, Kolumbien und Jugoslawien. Er vergaß dabei nicht die sogenannten politisch „inkorrekten“ Opfer. Sein Grußwort an die deutschen Vertriebenen vom 28. Mai 1995 in der Paulskirche zu Frankfurt am Main („50 Jahre Vertreibung“) und seine Rede zu den deutschen Vertriebenen in Berlin am 6. August 2005 („60 Jahre Vertreibung“), in Anwesenheit von Kanzlerkandidatin Angela Merkel und Innenminister Otto Schily, erregten Aufmerksamkeit in Medien und Wissenschaft. Unter seiner Leitung wurde eine bedeutende Konferenz über Vertreibung und Völkerrecht im März 1997 in Genf veranstaltet. Daraus entstand der Bericht vom Sonderberichterstatter Awn Shawkat Al Khasawneh „The Human Rights Dimensions of Population Transfers“ (UN Dok. E/CN.4/Sub.2/1997/23).